# Neon sumatranus
Neon sumatranus là một loài nhện trong họ Salticidae.
Loài này thuộc chi Neon. Neon sumatranus được Dmitri Viktorovich Logunov miêu tả năm 1998.